# Jan z Salisbury
Jan z Salisbury (ur. ok. 1115 lub 1120 w Salisbury, zm. 25 października 1180 roku w Chartres) – angielski średniowieczny filozof, pisarz, uczony i historyk.
Studiował w Paryżu u Piotra Abelarda i w szkole w Chartres. Później był sekretarzem Thomasa Becketa, stanął po jego stronie przeciw Henrykowi II. Po śmierci Becketa uciekł do Francji i w 1176 roku został biskupem Chartres.
Jan z Salisbury dał chrześcijańską interpretację ideałom humanizmu. Był propagatorem poglądów Cycerona i wyznawcą cycerońskiego ideału człowieka wykształconego. Uważał, że dzięki wszechstronnej wiedzy dochodzi się do mądrości, cnoty i Boga.
W dziele Polycraticus przedstawił Kościół jako gwaranta wolności wobec niesłusznych roszczeń władz świeckich. Autor traktatu Metalogicon. Głosił możliwość pewnego poznania rozumem, wiarą i zmysłami.